# Madero (Messico)
Madero è una municipalità dello stato di Michoacán, nel Messico centrale, il cui capoluogo è la località di Villa Madero.
La municipalità conta 17.427 abitanti (2010) e ha un'estensione di 1018,76 km².
Il nome della località è dedicata a Francisco Madero, presidente messicano.